# John Randolph Tucker
John Randolph Tucker, ameriški admiral, * 31. januar 1812, Alexandria, Virginija, † 12. junij 1883, Petersburg, Virginija.
Tucker je služil v treh različnih vojnih mornaricah: Vojna mornarica ZDA, Konfederacijska vojna mornarica in Perujska vojna mornarica.